# Sarenne
Die Sarenne ist ein Gebirgsfluss in Frankreich, der im Département Isère in der Region Auvergne-Rhône-Alpes verläuft. 

## Flusslauf
Die Sarenne entspringt in den südlichen Ausläufern des Bergmassivs Grandes Rousses, am Rande des Skigebietes von Alpe d’Huez im nördlichen Gemeindegebiet von Le Freney-d’Oisans dort, wo sich bis 2023 der Glacier de Sarenne erstreckte (→ Gletscherschmelze). Der Fluss entwässert in einem U-Haken Richtung Süd, West und Nord durch die Landschaft Oisans und mündet nach rund 16 Kilometern im Gemeindegebiet von Le Bourg-d’Oisans als rechter Nebenfluss in die Romanche. Unterhalb von La Garde fällt er in einem sehenswerten Wasserfall ins Romanche-Tal und verläuft ab da bis zu seiner Mündung etwa drei Kilometer in einem künstlich begradigten Flussbett parallel zur Romanche.

## Orte am Fluss
(Reihenfolge in Fließrichtung)
- Huez
- La Garde
- Les Sarennes, Gemeinde Le Bourg-d’Oisans
- Bassey, Gemeinde Le Bourg-d’Oisans

## Sehenswürdigkeiten
- Wasserfall Cascade de Sarenne, an der Gemeindegrenze von La Garde und Le Bourg d’Oisans[5]